# 시모네 마르티니
시모네 마르티니(Simone Martini, 1283년경 ~ 1344년경)는 이탈리아의 화가이다. 비잔틴 양식에서 르네상스로 바뀌는 과도기 때의 화가이다.
아름다운 색채의 장식적인 화풍을 나타낸 시에나 공회당·아시시 교회·아비뇽 교황궁 등의 그림에서 그의 뛰어난 재능을 엿볼 수 있다. 작품에 <장엄> <성모와 성자들> <성고> 등이 있다. 시에나 및 아비뇽의 화가들에게 준 그의 영향은 크다.

## 주요 작품

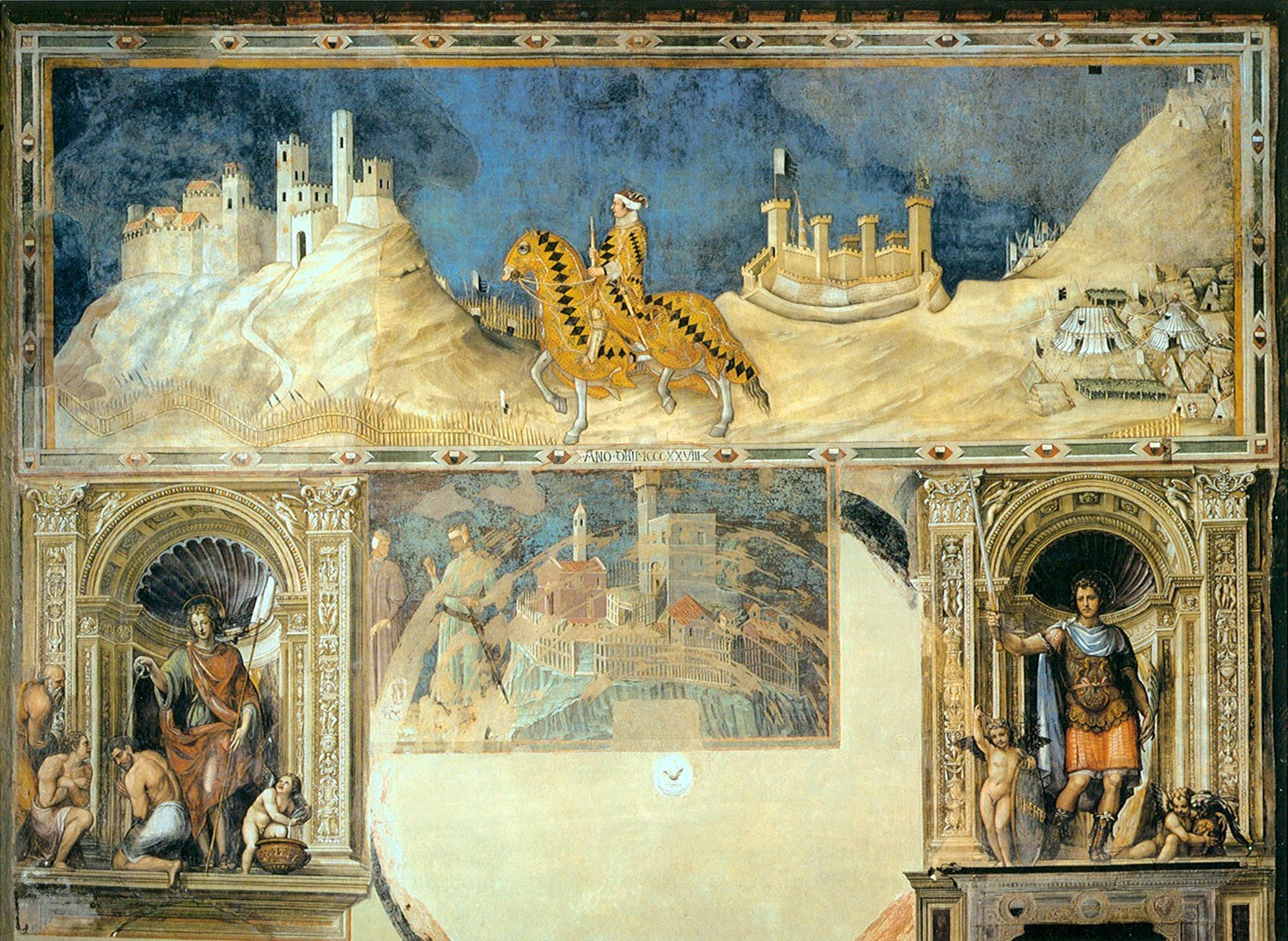
Commemoration of Guidoriccio Da Fogliano at the Siege of Montemassi
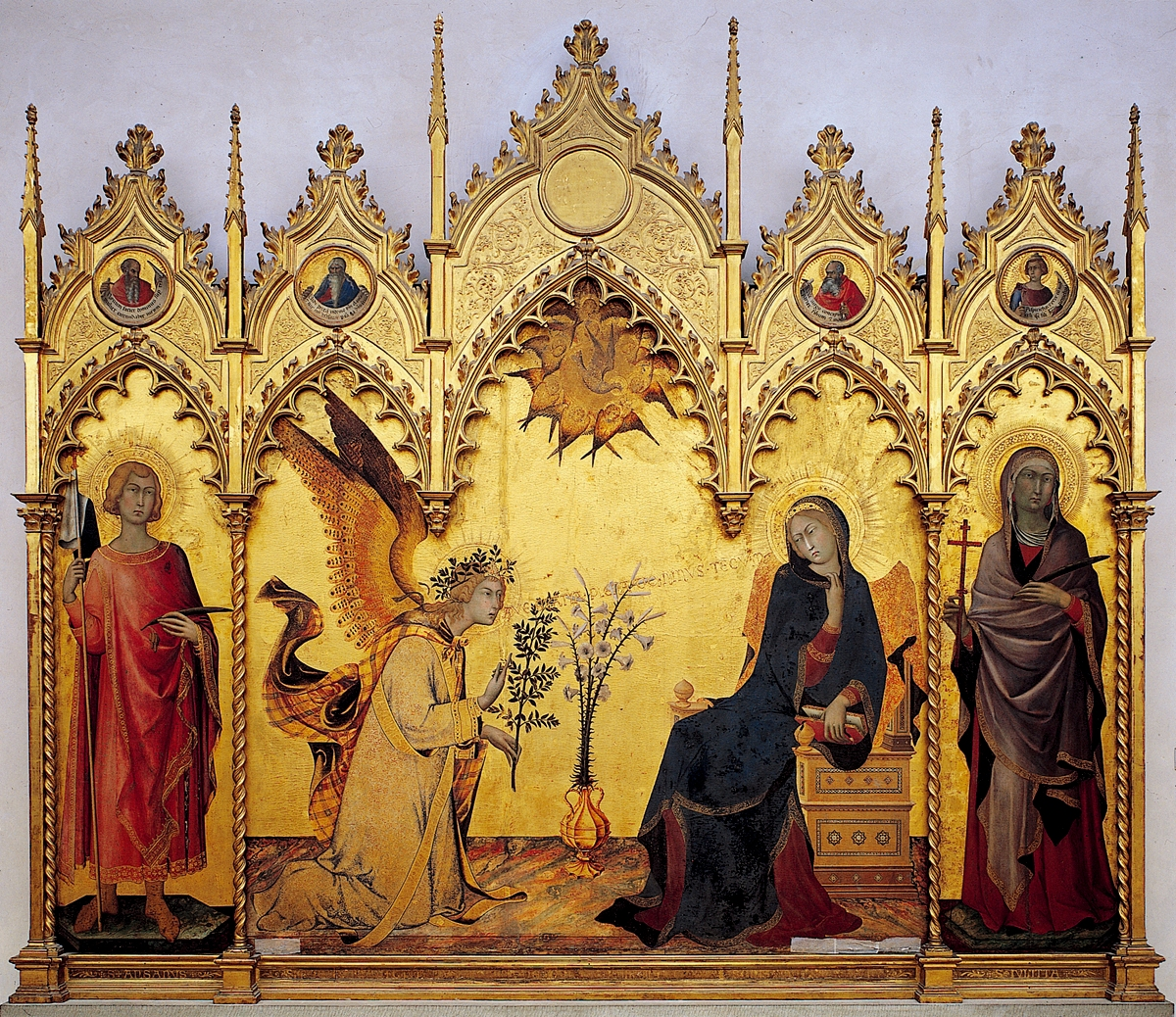
Annunciation with St. Margaret and St. Ansanus
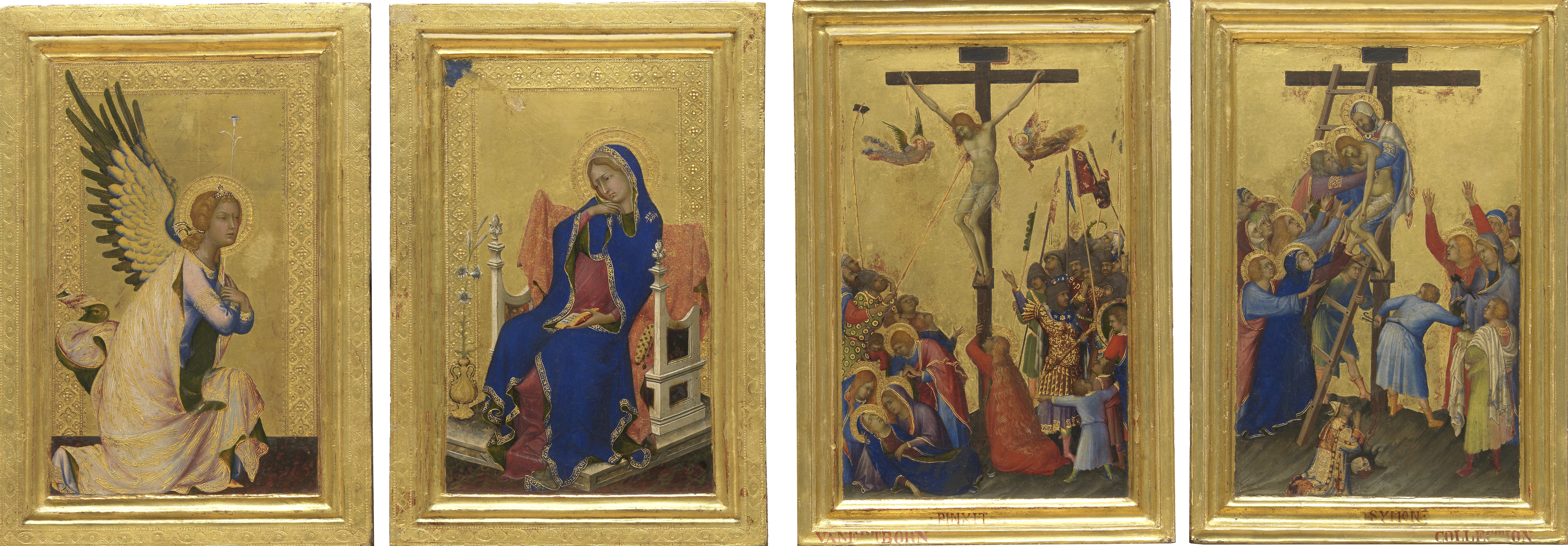
Orsini Polyptych
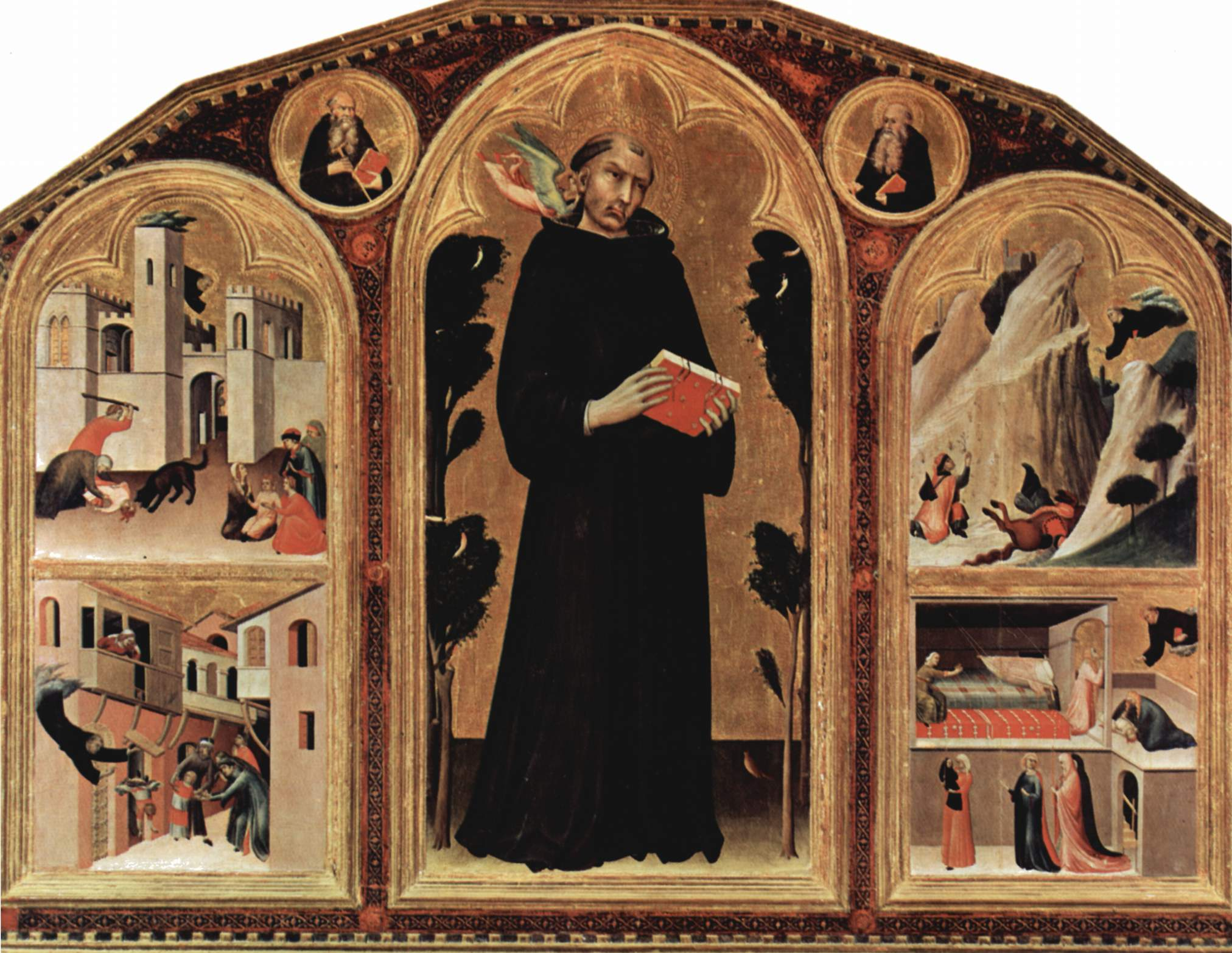
Triptych of Saint Augustine
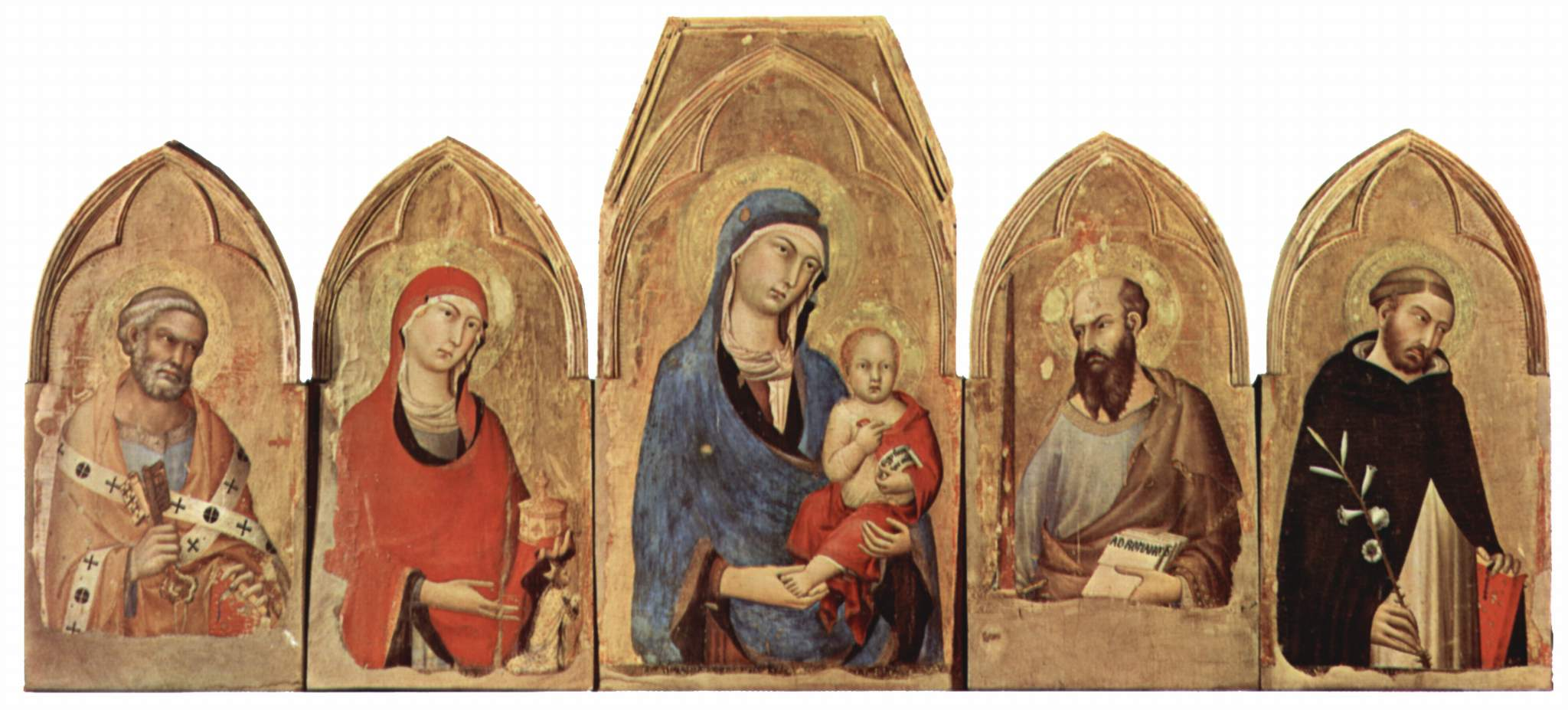
Polyptych of Saint Dominique
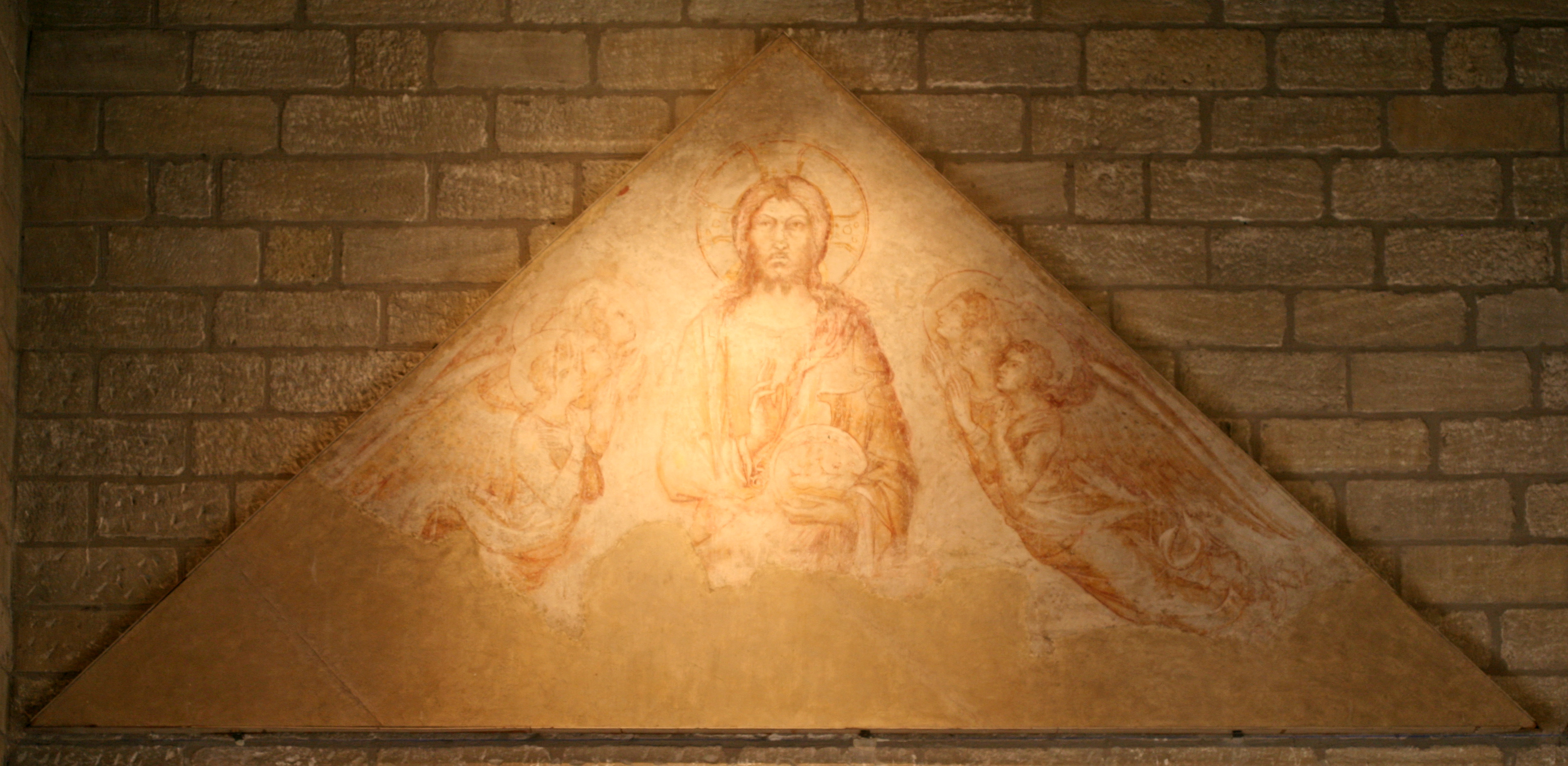